# Lorenzo I. De Leon Guerrero
 (juin 2019).
Si vous disposez d'ouvrages ou d'articles de référence ou si vous connaissez des sites web de qualité traitant du thème abordé ici, merci de compléter l'article en donnant les références utiles à sa vérifiabilité et en les liant à la section « Notes et références ».
Lorenzo I. De Leon Guerrero, né le 25 janvier 1935 à Saipan et mort le 6 octobre 2006 dans la même ville, est le troisième gouverneur des Îles Mariannes du Nord entre le 8 janvier 1990 et le 10 janvier 1994.

## Biographie
Guerrero est né le 25 janvier 1935 de ses parents Pedro Taitingfong Deleon Guerrero et Carmen Celis Iglecias de Saipan.
Guerrero a été élu pour la première fois en 1972, alors qu'il était sénateur à la législature des îles Mariannes du Nord. Il a servi dans cet organe jusqu'à son remplacement par l'Assemblée législative du Commonwealth en 1980. Il a ensuite été président du Sénat des Îles Mariannes du Nord jusqu'en 1982. Il a présidé le Parti républicain des Îles Mariannes du Nord de 1983 à 1985. Il a été élu gouverneur en 1989 et a servi de 1990 à 1994, date à laquelle Froilan Tenorio lui a succédé . M. Guerrero a été vice-président de la compagnie de navigation Saipan de 1973 à 1976 et a travaillé pendant plus de 10 ans pour les sociétés philippine, micronésienne et orientale. Il a possédé et géré l’Agence maritime du Commonwealth à Saipan de 1980 à 1989, date à laquelle il a été nommé gouverneur. 
En 1997, Guerrero a couru sans succès pour le poste de gouverneur, avec sa candidate à la vice-présidence , la docteure Rita Inos , qui est devenue la première femme à se porter candidate au poste de lieutenant-gouverneur des îles Mariannes du Nord à cette époque.  Guerrero est décédé le 6 octobre 2006 après une longue maladie. Un enterrement d'État a eu lieu. Guerrero, le premier des gouverneurs élus du CNMI à décéder, laisse son épouse, dix enfants et environ quarante petits-enfants et arrière petits-enfants. Les funérailles ont eu lieu à l'église de Kristo Rai et à la chapelle de Nuestra Señora de la Paz. Il a été enterré au cimetière Mount Carmel (cimetière Chalan Kanoa) à Saipan. Guerrero était marié à Matilde Salas Villagomez Deleon Guerrero et avait treize enfants: Aida, Joaquin, Margarita, Frances, Gloria, Emiliana, Dolores, Lorenza, Lorenzo Jr, Magdalena, Raymond, Patricia et Edith.